# 短筒等梗报春
短筒等梗报春（学名：Primula kialensis sp. brevaluba）为报春花科报春花属下的一个亚种。

## 扩展阅读
- 維基物種上的相關：短筒等梗报春